# جیمز پاریس
جیمز پاریس (انگلیسی: Giacomo Parigi؛ زادهٔ ۱۸ ژوئن ۱۹۹۶) بازیکن فوتبال است.